# Castle Howard

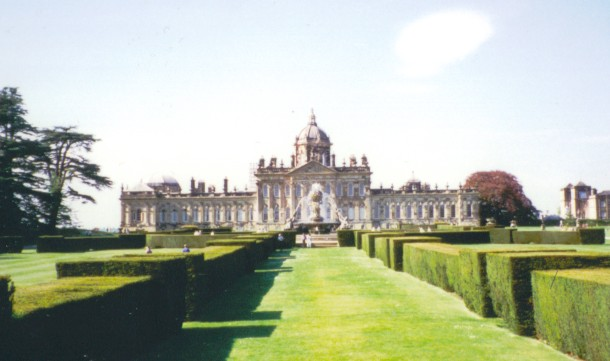
A Fachada Sul do Castle Howard (Jardim).

Castle Howard é um palácio rural inglês situado no condado de North Yorkshire, a 25 milhas (40 km) a norte de York. É uma das grandes residências privadas do país. A maior parte do edifício foi construida entre 1699 e 1712 para Charles Howard, 3º Conde de Carlisle, segundo um desenho de Sir John Vanbrugh. Não é um verdadeiro castelo: o termo é usado frequentemente para designar casas de campo construídas na Inglaterra depois da Era dos castelos (cerca de 1500) sem intenção de terem qualquer função militar. Tem sido a residência da Família Howard desde há mais de 300 anos.
Actualmente, faz parte do grupo de património "Treasure Houses of England" (Casas Tesouro da Inglaterra). O palácio também está listado com o Grau I dos monumentos britânicos, e na propriedade existem muitas outras estruturas igualmente listadas, embora muitas delas estejam no "Buildings at Risk Register" (Registo dos Edifícios em Risco).

## O Palácio

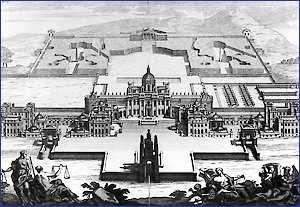
Desenho do projecto completo de John Vanbrugh para o Castle Howard, visto de Norte, publicado no terceiro volume do Vitruvius Britannicus, em 1725. Alguns detalhes, incluindo a Ala Oeste, nunca chegaram a ser construídos.

Quando o 3º Conde de Carlisle pensou em construir Castle Howard, falou inicialmente com William Talman, um arquitecto dominante na época, mas acabou por contratar John Vanbrugh, um membro do "Kit-Cat Club" (clube londrino do início do século XVIII com fortes associações políticas e literárias), para desenhar o palácio frequentemente descrito como o primeiro verdadeiro edifício barroco na Inglaterra. Castle Howard foi a primeira investida na arquitectura deste cavalheiro-diletante, mas foi assistido na tarefa por Nicholas Hawksmoor. O estilo barroco de Castle Howard foi o mais europeu que Vanbrugh alguma vez usou. Uma possível inspiração para este palácio poderá ter sido o Château de Vaux-le-Vicomte, em França. A aclamação do trabalho do arquitecto em Castle Howard levou à mais famosa encomenda feita a Vanbrugh, o Palácio de Blenheim.
O desenho de Vanbrugh desenvolve-se numa estrutura barroca com duas alas projetadas simetricamente de ambos os lados de um eixo Norte-Sul. A cúpula que coroa o corpo central foi adicionada ao desenho numa fase posterior, já depois de a edificação ter começado. A construção iniciou-se pelo extremo Este, com a ala Este a ser erguida entre 1701 e 1703; o extremo Este da fachada do jardim entre 1701 e 1706; o Bloco Central (incluindo a cúpula) de 1703 a 1706 e o extremo Oeste da fachada do Jardim entre 1707 e 1709. Todas estas estruturas foram exuberantemente decoradas ao Estilo Barroco, com grinaldas, querubins, vasos e cifras. Para a fachada Norte foram usadas pilastras em Estilo Dórico e para a fachada Sul em Estilo Coríntio. Muitas das decorações interiores ficaram a cargo de Giovanni Antonio Pellegrini. 

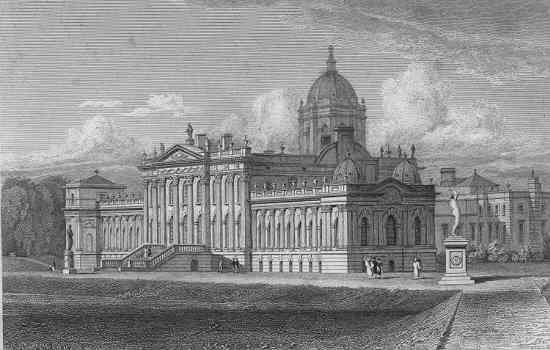
O palácio segundo uma gravura de 1829.

O Conde virou, então, as suas energias para o jardim e campos envolventes. Embora o desenho completo tenha sido exibido no terceiro volume do Vitruvius Britannicus de Colen Campbell, publicado em 1725, a ala Oeste não estava construída (de facto, nem chegou a começar) quando Vanbrugh morreu em 1726, apesar dos seus protestos junto do Conde. O palácio permanecia incompleto quando o 3º Conde de Carlisle morreu, em 1738, mas a construção, finalmente, recomeçou sob a direcção do 4º Conde. De qualquer forma, o desenho de Vanbrugh não foi completado: a ala Oeste foi construída num contrastante Estilo Palladiano segundo um desenho do genro do 3º Conde, Sir Thomas Robinson. A nova ala permanecia incompleta, sem primeiro andar nem telhado, quando o 4º Conde morreu em 1758. Apesar de ter sido adicionado um telhado, o interior permanecia sem decoração quando Sir Robinson morreu, em 1777. As salas foram sendo completadas, fase após fase, ao longo das décadas seguintes, mas o conjunto só ficou concluído em 1811. 
Uma grande parte do palácio foi destruída pelo fogo no dia 9 de Novembro de 1940, incluindo a cúpula central. A maior parte das salas, mas não todas, foram restauradas ao longo das décadas seguintes. O palácio tem estado aberto ao público desde 1952.

## Jardins

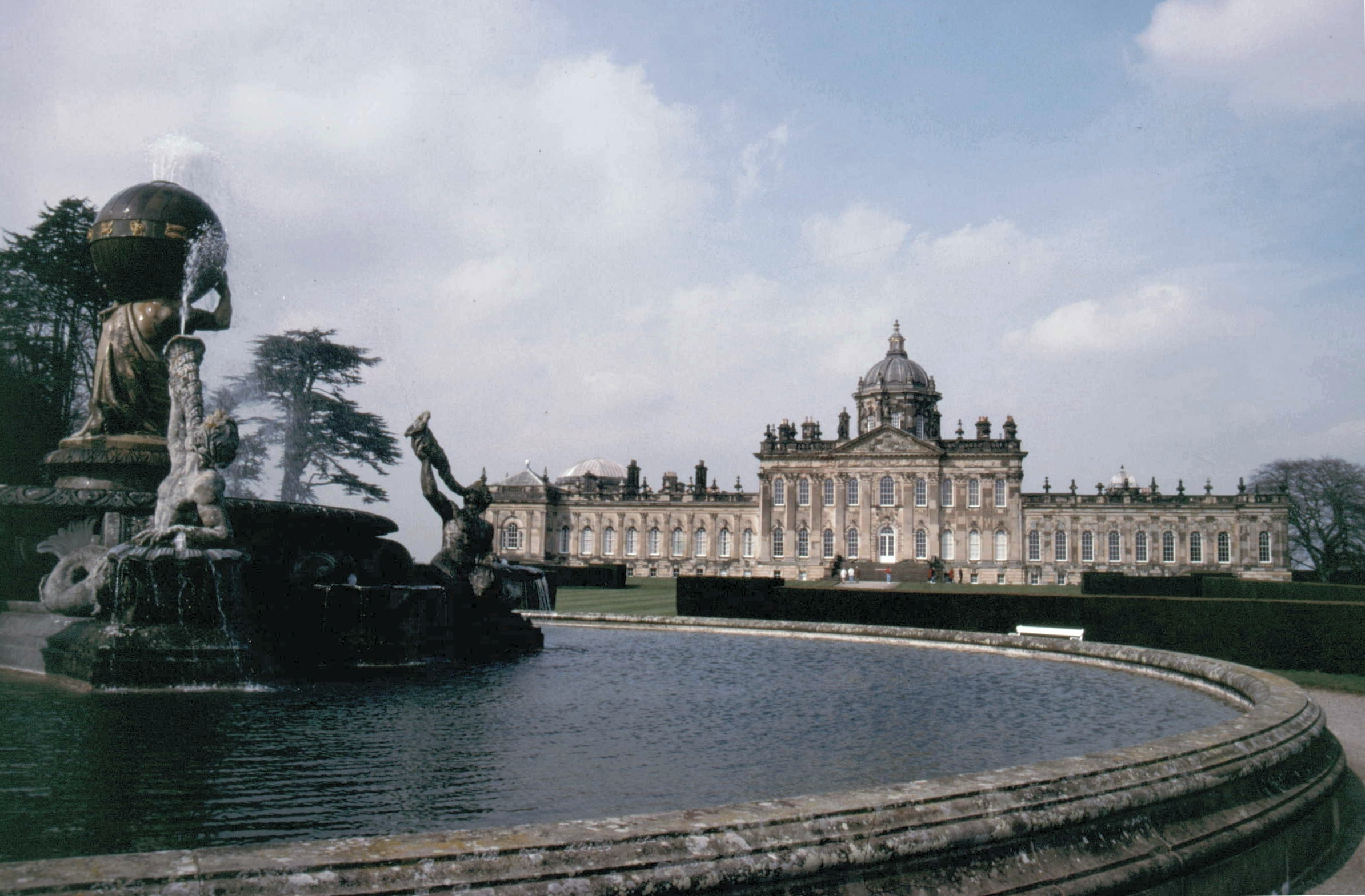
Fonte e palácio.

Castle Howard tem extensos e diversos jardins. Imediatamente atrás do edifício existe um grande jardim formal. O palácio está proeminentemente situado num cume e essa característica foi usada para criar um jardim paisagístico, o qual se abre a partir do jardim formal e se une com o parque. Na paisagem encontram-se duas importantes construções de jardim: o Templo dos Quatro Ventos, no final do jardim, e o Mausoléu, no parque. De cada lado do palácio encontra-se um lago. Existe um Arboretum chamado Ray Wood, e o jardim murado contém rosas decorativas e flores de jardim. No exterior dos jardins preservados encontram-se as ruínas da Pirâmide, actualmente em restauro, um Obelisco e várias bizarrias na forma de fortificações. Num bosque da vizinhança, com o nome de "Pretty Wood" (Bosque Bonito), ergue-se um pilar ornamental de John Vanbrugh, conhecido como "Quatre Faces" (Quatro Faces). 
Num espaço separado, com uma área de 127 acres (514.000 m²), existe um arboretum chamado Kew at Castle Howard, o qual fica próximo do palácio e do jardim, mas possui entradas separadas. A plantação começou em 1975, com a intenção de criar uma das mais importantes coleções de exemplares de árvores do Reino Unido. O arranjo paisagístico é mais aberto que o de Ray Wood, e as plantas ainda se encontram imaturas. Constitui actualmente uma joint venture entre o Castle Howard e a Kew Gardens, administrada por uma instituição beneficente chamada "Castle Howard Arboretum Trust", a qual se estabeleceu em 1997. Foi aberto ao público pela primeira vez em 1999. Um novo centro de visitas abriu em 2006. 

## Cultura popular
Castle Howard tem servido de cenário para vários filmes e séries televisivas de que se destacam:
- Cinema
  - Lady L (1965), filme realizado por Peter Ustinov, com Sophia Loren, David Niven e Paul Newman;
  - Barry Lyndon (1975), filme realizado por Stanley Kubrick, onde aparecia como a propriedade de Lady Lyndon (exteriores);
  - Garfield: A Tail of Two Kitties

- Televisão
  - Castle Howard é familiar às audiências televisivas como "Brideshead" na adaptação da minissérie "Brideshead Revisited" (Reviver o Passado em Brideshead), feita pela Granada Television em 1981.

- Castle Howard serviu como modelo de uma peça feita pela fábrica de colecionáveis "Department 56", chamada "Ramsford Palace".